# Борис Спиров
 Тази статия е за политика земеделец.  За политика комунист вижте Борис Спиров (лекар и политик).  
Борис Стефанов Спиров е български политик от Българския земеделски народен съюз.

## Биография
Роден е на 4 август 1945 г. в София. Първоначално завършва Висшия селскостопански институт, а след това работи като агроном в АПК „Сливо поле“. От 1979 е член на БЗНС. След това отива в Института по почвознание и агроекология „Н. Пушкаров“ в София. От 1983 г. води телевизионния университет „Агра“. През 1990 г. става председател на Контролно-ревизионната комисия на БЗНС. Борис Спиров е министър на земеделието и хранителната промишленост в периода 1990-1991. От 1996 до 2003 г. е заместник кмет на София.